# Gángó András
Gángó András (1984. március 2.) magyar labdarúgókapus, edző. Társadalmi munkában a Feröeri U21-es labdarúgó-válogatott kapusedzője.

## Pályafutása
2006 januárjáig Gyirmóton játszott, majd egy dániai sportiskolába került. Nem sokkal később leigazolta a feröeri ÍF Fuglafjørður. A labdarúgás mellett először egy kommunális szolgáltatónál dolgozott, majd bolti alkalmazott, később boltvezető lett. 2011-ben a Fulham FC elleni EL-mérkőzéseken nagyszerű teljesítményt nyújtott az NSÍ Runavík kapujában. 2012 márciusában a KÍ Klaksvíkhoz igazolt, egy szezonra szóló szerződéssel. 2012 novemberében egyéves szerződést írt alá a 07 Vestur csapatával.